# Battaglia di San Borja
La battaglia di San Borja o battaglia di São Borja fu uno scontro armato combattuto il 3 ottobre 1816 nel contesto dell'invasione luso-brasiliana tra l'esercito del Comando Generale di Misiones, comandato da Andrés Guazurary, e alcune divisioni dell'esercito allestito dal Regno Unito di Portogallo, Brasile e Algarve di guardia sul confine. Dopo essere stata assediata per tredici giorni, la guarnigione portoghese di Francisco das Chagas Santos ricevette l'aiuto di quella del tenente colonnello José de Abreu, riuscendo così a sventare l'attacco nemico.
Le truppe di Guazurary furono costrette a ritirarsi sulla sponda occidentale del fiume Uruguay.

## Antefatti
Al prodursi dell'invasione del territorio della Provincia Orientale da parte dell'esercito luso-brasiliano guidato da Carlos Frederico Lecor, il capo militare e politico orientale José Gervasio Artigas mise in opera il suo piano, che prevedeva un contrattacco portato verso nord per tagliare i collegamenti e isolare il grosso delle truppe d'occupazione. A tale scopo il suo alleato (e figlio adottivo) Andrés Guazurary avrebbe dovuto invadere il territorio delle Misiones Orientales, occupate dai portoghesi fin dal 1801, per poi congiungersi con le colonne d'attacco orientali, destinate ad operare più a sud.
Attraversato il fiume Uruguay il 12 settembre 1816, Guazurary sconfisse nei giorni successivi due piccole guarnigioni portoghesi e proseguì la marcia fino all'antica riduzione gesuita di San Francisco Borja, quartier generale del brigadiere Francisco das Chagas Santos, che cinse d'assedio il 21 settembre. Sette giorni dopo tentò l'assalto, ma la resistenza della fanteria e dell'artiglieria luso-brasiliane lo costrinsero a desistere. Nel frattempo il tenente colonnello brasiliano José de Abreu, che nei giorni precedenti era riuscito ad impedire l'attraversamento del fiume all'alfiere correntino Pantaleón Sotelo, alleato anch'esso di Artigas, fu incaricato di portare soccorso a Chagas; per compiere l'incarico fu costretto ad attraversare con i suoi pesanti obici il fiume Ibicuí e battere due pattuglie volanti nemiche nella sua marcia verso nord.

## La battaglia
Il 3 ottobre Guazurary ordinò l'assalto, ma l'arrivo di Abreu lo fece trovare tra due fuochi. Messosi al comando di una divisione di cavalleria, il caudillo di Misiones, pur disponendo più di improvvisate lance che di armi da fuoco, ordinò ripetute cariche contro la colonna appena giunta; in una di queste arrivò a perdere la propria spada. Il comandante brasiliano riuscì a fare avanzare un corpo dotato di un pezzo d'artiglieria e uno squadrone di fanteria, con i quali portò lo scompiglio nello schieramento nemico.
Dopo due ore di combattimento Guazurary decise di disperdere le sue truppe per permettere loro di abbandonare il campo di battaglia e radunarsi nuovamente in un luogo precedentemente convenuto; il comandante indigeno giurò che non avrebbe più usato la spada fino a quando non avrebbe riguadagnato il diritto di portarla con una vittoria. L'inseguimento lanciato dalle truppe luso-brasiliane provocò ulteriori morti tra i nemici, fino a quando la cavalleria di Guazurary riuscì a mettere in fuga le pattuglie nemiche.

## Conseguenze
Sconfitto, il comandante di Misiones si ritirò sulla sponda occidentale dell'Uruguay per riorganizzare le forze. I luso-brasiliani poterono così concentrare le proprie truppe contro le ultime due colonne nemiche, sconfiggendo Berdún il 19 ottobre nella battaglia di Ibirocahy e lo stesso Artigas il 27 ottobre a Carumbé. In 36 giorni di guerra Artigas vide in tal modo fallire il suo piano di contrattacco, lasciando sul campo elevatissime perdite. Tutto il fronte settentrionale del caudillo orientale si ritirò momentaneamente dal territorio brasiliano.